# Atyrau

Localização de Atyrau

Atyrau (Атырау, em cazaque e russo) é a capital da província de Atyrau, no Cazaquistão. Em 2005, sua população era de 146.433 habitantes.
Situa-se na margem norte do Mar Cáspio.